# ایر بوروندی
ایر بوروندی (به انگلیسی: Air Burundi) یک شرکت هواپیمایی با کد یاتا 8Y است که در تاریخ ۱۹۷۱ میلادی تأسیس شد. دفتر مرکزی ایر بوروندی در بوجومبورا واقع شده‌است و قطب این شرکت هواپیمایی در فرودگاه بین‌المللی بوجومبورا قرار دارد.